# طواف فاتينفول 2011
طواف فاتينفول 2011 (بالإنجليزية: 2011 Vattenfall Cyclassics)‏ هو سباق دراجات هوائية أقيم بتاريخ أغسطس 21، تكون السباق من مرحلة واحدة وامتدّ لمسافة 215 كم بسرعة 44.53 كم/س، استغرق السباق 4 ساعة 49 دقيقة 40 ثانية. فاز به النرويجي إيدفالد بواسون هاغن وحلّ ثانيا الألماني جيرالد سيوليك.

## الترتيب
| م                     | الدرّاج              | البلد   | الزمن                    |
| --------------------- | ------------------- | ------- | ------------------------ |
| الفائز بالترتيب العام | إيدفالد بواسون هاغن | النرويج | 4 ساعة 49 دقيقة 40 ثانية |
| الثاني                | جيرالد سيوليك       | ألمانيا |                          |